# Lynchburg (Tennessee)
Lynchburg é uma cidade na região centro-sul dos EUA no estado de Tennessee. Faz parte do Condado de Moore. 

Lynchburg é mais conhecida como a sede da famosa destilaria Jack Daniel's, cujo famoso Whisky é comercializado em mais de 80 países do mundo como o produto de uma cidade com apenas um semáforo. Apesar da destilaria funcionar normalmente, e ainda por ser uma grande atração turística, o município de Lynchburg segue com restrições da lei seca. 

A população levantada pelo censo americano de 2010 é de 6.362 habitantes (este número também representa a população do condado de Moore).
O centro da cidade é listado no Registro Nacional de Lugares Históricos como o Lynchburg Historic District.

## Demografia
Segundo o censo americano de 2010, a sua população era de 6.362 habitantes.

## Geografia
De acordo com o United States Census Bureau tem uma área de
337,7 km², dos quais 334,6 km² cobertos por terra e 3,1 km² cobertos por água.

## Localidades na vizinhança
O diagrama seguinte representa as localidades num raio de 28 km ao redor de Lynchburg.